# Felső-Lomami tartomány
A Felső-Lomami tartomány (Province du Haut-Lomami) a Kongói Demokratikus Köztársaság 2005-ös alkotmánya által létrehozott közigazgatási egység. Az alkotmány 2009. február 18-án, 36 hónappal az alkotmányt elfogadó népszavazás után lép hatályba. Az új alkotmány a jelenlegi Katanga tartományt négy részre osztja fel, melyeknek egyike lesz Felső-Lomami tartomány,  Katanga jelenlegi körzete. A tartomány az ország déli részében fekszik. Keleten a Tanganyika és Felső-Katanga tartományok, délen a Lualaba tartomány,  északon a Lomami tartomány határolja. Fővárosa Kamina. A tartomány nemzeti nyelve a szuahéli.

## Területi felosztása
A tartomány körzetei az új alkotmány szerint:
- Malemba-Nkulu
- Kaniama
- Kamina
- Kabongo
- Bukama